# Eduardo Mata
Eduardo Vladimiro Jaime Mata Asiain (* 5. September 1942 in Mexiko-Stadt; † 4. Januar 1995 in Temixco im Bundesstaat Morelos, nahe Cuernavaca) war ein mexikanischer Dirigent und Komponist.

## Leben
Eduardo Mata nahm zunächst privaten Gitarrenunterricht und studierte anschließend am National-Konservatorium von Mexiko-Stadt bei Rodolfo Halffter sowie ab 1960 bei Carlos Chávez und Julián Orbón Komposition. 1964 ging er mithilfe eines Stipendiums der Koussevitzky Foundation nach Tanglewood/Massachusetts, um bei Erich Leinsdorf und Max Rudolf Dirigier-Unterricht zu nehmen und bei Gunther Schuller seine Kompositionsstudien fortzusetzen. Nach seiner Rückkehr nach Mexiko wurde er zunächst musikalischer Leiter des Ballet Clásico de México, des Universitätsorchesters von Guadalajara und des ältesten mexikanischen Orchesters, dem 1936 in Mexiko-Stadt gegründeten Orquesta Filarmónica de la UNAM (OFUNAM) der Nationalen Autonomen Universität von Mexiko (UNAM). Daneben nahm Mata weitere Engagements in Mexiko, den USA und Europa wahr; als erster Dirigent führte er in den 1970er Jahren in Mexiko sämtliche Symphonien Gustav Mahlers auf. In England arbeitete er als Principal Guest Conductor eng mit dem London Symphony Orchestra zusammen; in Deutschland debütierte er 1974 bei den Berliner Philharmonikern und dirigierte das Radio-Sinfonieorchester Frankfurt sowie das Sinfonie-Orchester des SWR, in Schweden das Royal Stockholm Philharmonic Orchestra. Ab 1972 trat er regelmäßig in den USA auf und wurde 1974 zum Principal Conductor des Phoenix Symphony Orchestra berufen. Von 1977 bis 1993 war er Chefdirigent des Dallas Symphony Orchestra, das er zu einem der besten Klangkörper der USA formte und mit dem er 1985 auf Europa-Tournee ging; die Finanzierung und Realisierung des Morton H. Meyerson Symphony Center, das im Jahr 1989 eingeweiht wurde, geht wesentlich auf Matas Initiative zurück. Mata erwarb sich international den Ruf eines der begabtesten Dirigenten seiner Generation mit gleichermaßen technisch wie musikalisch herausragenden Fähigkeiten. 1976 trat Mata erstmals in Japan auf, 1987 wählte ihn das Sydney Symphony Orchestra zum Guest Conductor.
Von 1982 bis 1992 war Mata künstlerischer Leiter der Opernabteilung des Instituto Nacional des Bellas Artes, 1984 wurde er zum Mitglied des Colegio Nacional gewählt. Ab 1990 wurde Mata künstlerischer Berater des Orquesta Sinfónica de la Juventud Venezolana Simón Bolívar in Venezuela, mit dem er eine Reihe von Einspielungen mit Werken lateinamerikanischer Komponisten realisierte.
Zusammen mit seiner damaligen Lebenspartnerin Marina Anaya starb Eduardo Mata bei einem Flugzeugabsturz auf dem Weg nach Dallas. In der von ihm gesteuerten Privatmaschine fiel kurz nach dem Start in Cuernavaca ein Motor aus, der Versuch einer Notlandung missglückte und das Flugzeug stürzte in Temixco, im Bundesstaat Morelos ab.
Aus seiner Ehe mit der Musikproduzentin, Malerin, Bildhauerin und Übersetzerin Carmen Cirici-Ventalló Aguayo hinterlässt Mata zwei Kinder.

## Repertoire-Schwerpunkte, Diskographie, kompositorisches Schaffen
Matas diskographisches Vermächtnis ist umfangreich. Hauptsächlich mit dem Dallas Symphony Orchestra, dem London Symphony Orchestra, dem New Philharmonia Orchestra sowie dem Simón-Bolívar-Jugendsinfonieorchester entstanden zwischen 1968 und 1994 für die Labels Dorian Recordings, EMI, Pro Arte, RCA, Telarc und Vox Studio-Aufnahmen und Live-Mitschnitte von Werken lateinamerikanischer, französischer und spanischer Komponisten (u. a. von Chavez, Antonio Estévez, Orbón, Revueltas, Villa-Lobos, Saint-Saëns, Debussy, Ravel, de Falla) sowie der 3. Symphonie von Copland, der Zweiten Symphonie von Mahler, den Carmina Burana von Orff, den Symphonic Dances von Rachmaninow, der Siebten und Neunten Symphonie von Schostakowitsch, der Zweiten Symphonie von Sibelius und Orchesterwerken von Strauss (Tondichtungen Don Juan und Tod und Verklärung und die Suite Le Bourgeois Gentilhomme) und Hauptwerken Strawinskys (Ballette L'oiseau de feu und Le sacre du printemps und die Symphony in Three Movements). Die Pianisten Joaquín Achúcarro, Emanuel Ax, Michel Béroff, Alberto Cruzprieto, Tedd Joselson, John Lill, Ivan Moravec und Vladimir Viardo waren künstlerische Partner Matas bei Aufnahmen bzw. Konzertmitschnitten von Klavierkonzerten bzw. Werken für Klavier und Orchester von Brahms, de Falla, Mozart, Orbón, Prokofiew, Rachmaninow, Ravel, Strawinsky und Schumann, der Geiger Ulf Hoelscher beim Violinkonzert op. 61 von Beethoven. Als Operndirigent führte Mata u. a. Werke von Mozart, Beethoven, Bizet, de Falla, Bartók und Dallapiccola auf. Ab der Mitte der 1980er Jahre wandte sich Mata in Konzerten mit den 'Solistas de México' auch der Aufführung barocker Musik zu.
Der Komponist Mata wandte sich ab 1960 der Zwölftontechnik und der Serialismus zu und schrieb drei Sinfonien, ein Ballett für Tonband, kammermusikalische Werke, eine Klaviersonate und weitere Klavierwerke.

## Werke
- Trio für Vaughan Williams für Klarinette, Cello und Schlagzeug (1957)
- Klaviersonate (1960)
- Improvisation für Klarinette und Klavier (1961)
- Symphony No. 1 ‘Classical‘ (1962)
- Dévora, Ballettsuite (1963)
- Symphony No. 2 ‘Romantic‘ (1963)
- The Dry Bones, Ballett für Tonband (1963)
- Improvisation No. 1 für Streichquartett und Klavier vierhändig (1964)
- Aires (1964)
- Improvisation No. 2 für Streicher und zwei Klaviere (1965)
- Improvisation No. 3 für Violine und Klavier (1965)
- Sonate für Cello (1966)
- Symphony No. 3 (1966)